# Autoamerican
Autoamerican – album zespołu Blondie wydany przez wytwórnię Chrysalis Records w listopadzie 1980. Nagrań dokonano w United Western Studios w Hollywood. Reedycja CD z 1994 zawiera dwie dodatkowe piosenki. W 2001 album został uzupełniony o trzy piosenki (z których jedna ukazała się wcześniej w reedycji z 1994).

## Krótki opis
Duża część fanów zespołu po wydaniu albumu miała mu za złe, że odszedł od poprzedniego, charakterystycznego rockowego wizerunku. Płyta zawiera m.in. melodyjny i popularny w Polsce utwór "The Tide Is High", który później był wykonywany przez brytyjski zespół Atomic Kitten oraz pierwszą piosenkę rap Blondie – Rapture. W roku 2001 płyta została poddana komputerowej poprawie jakości dźwięku i wydana w formacie CD. Dodano wtedy m.in. piosenkę "Call Me" napisaną przez zespół wraz z Giorgo Moroderem specjalnie dla filmu Amerykański żigolak i dostępną dotychczas tylko na ścieżce dźwiękowej tego filmu.

## Lista utworów
| 1.  | "Europa" (C. Stein)                                | 3:31  |
|     |                                                    |       |
| 2.  | "Live It Up" (C. Stein)                            | 4:09  |
|     |                                                    |       |
| 3.  | "Here's Looking At You" (D. Harry, C. Stein)       | 2:58  |
|     |                                                    |       |
| 4.  | "The Tide Is High" (J. Holt, T. Evans, H. Barrett) | 4:39  |
|     |                                                    |       |
| 5.  | "Angels on the Balcony" (L. Davis, J. Destri)      | 3:47  |
|     |                                                    |       |
| 6.  | "Go Through It" (D. Harry, C. Stein)               | 2:40  |
|     |                                                    |       |
| 7.  | "Do the Dark" (J. Destri)                          | 3:51  |
|     |                                                    |       |
| 8.  | "Rapture" (D. Harry, C. Stein)                     | 6:30  |
|     |                                                    |       |
| 9.  | "Faces" (D. Harry)                                 | 3:51  |
|     |                                                    |       |
| 10. | "T-Birds" (N. Harrison, D. Harry)                  | 3:56  |
|     |                                                    |       |
| 11. | "Walk Like Me" (J. Destri)                         | 3:44  |
|     |                                                    |       |
| 12. | "Follow Me" (A. J. Lerner, F. Loewe)               | 3:01  |
|     |                                                    |       |
|     |                                                    | 46:37 |
|     |                                                    |       |
reedycja 1994
utwory bonusowe
| 1. | "Rapture (Special Disco Mix)" (D. Harry, C. Stein) | 9:59  |
|    |                                                    |       |
| 2. | "Live It Up (Special Disco Mix)" (C. Stein)        | 8:13  |
|    |                                                    |       |
|    |                                                    | 18:12 |
|    |                                                    |       |
reedycja 2001
utwory bonusowe
| 1. | "Call Me (Original Long Version)" (G. Moroder, D. Harry) | 8:06  |
|    |                                                          |       |
| 2. | "Suzy & Jeffrey" (D. Harry, N. Harrison)                 | 4:10  |
|    |                                                          |       |
| 3. | "Rapture (Special Disco Mix)" (D. Harry, C. Stein)       | 9:59  |
|    |                                                          |       |
|    |                                                          | 22:15 |
|    |                                                          |       |

## Skład
- Deborah Harry – śpiew
- Chris Stein – gitara, wibrafon
- Jimmy Destri – instr. klawiszowe, dalszy śpiew
- Frank Infante – gitara, dalszy śpiew
- Nigel Harrison – gitara basowa, dalszy śpiew
- Clem Burke – perkusja, dalszy śpiew

gościnnie
- Howard Kaylan – śpiew w "T-Birds"
- Mark Volman – śpiew w "T-Birds"
- Jimmie Haskill – smyczki, róg (aranż) w "Here's Looking At You", "The Tide Is High", "Europa" i "Go Through It"
- Wa Wa Watson – gitara w "Live It Up"
- Tom Scott – saksofon w "Rapture" i "Faces", lirykon w "Do the Dark"
- Steve Goldstein – pianino w "Faces", syntezator w "Follow Me"
- Ray Brown – gitara basowa w "Faces"
- Scott Lesser – instr. perkusyjne w "Live It Up"
- Ollie Brown – instr. perkusyjne w "The Tide Is High"
- Emil Richards – instr. perkusyjne "The Tide Is High"
- Alex Acuña – instr. perkusyjne "The Tide Is High"
- B-Girls – dalszy śpiew w "Live It Up"

produkcja
- Mike Chapman – producent nagrań
- Kevin Flaherty – producent (2001)